# Zakaria Mansouri
Zakaria Mansouri (sinh ngày 1 tháng 11 năm 1995) là một cầu thủ bóng đá người Algérie thi đấu cho MC Oran ở Giải bóng đá hạng nhất quốc gia Algérie.

## Sự nghiệp câu lạc bộ
Vào tháng 1 năm 2017, Mansouri ký bản hợp đồng 18 tháng cùng với MC Alger.